# Akinori Nakajama
Akinori Nakajama (japonsko 中山 彰規, Hepburn Nakayama Akinori), japonski telovadec,  * 1. marec 1943, Nagoja, Japonsko cesarstvo, † 9. marec 2025.
Nakajama je nastopil na olimpijskih igrah v letih 1968 in 1972, kjer je skupno osvojil deset medalj, od tega šest zlatih. Na svetovnih prvenstvih je v letih 1966 in 1970 osvojil dvanajst medalj, od tega sedem zlatih. Kot eden treh telovadcev je osvojil dva naslova olimpijskega prvaka na krogih, kjer je postala znana njegova tehnika nihanja na krogih, nakayama. Leta 2005 je bil sprejet v Mednarodni gimnastični hram slavnih.